# Еклепан
Еклепан (фр. Éclépens) — громада  в Швейцарії в кантоні Во, округ Морж.

## Географія
Громада розташована на відстані близько 80 км на південний захід від Берна, 16 км на північний захід від Лозанни.
Еклепан має площу 5,8 км², з яких на 19,9% дозволяється будівництво (житлове та будівництво доріг), 52,7% використовуються в сільськогосподарських цілях, 26,1% зайнято лісами, 1,2% не є продуктивними (річки, льодовики або гори).

## Демографія
2019 року в громаді мешкало 1219 осіб (+22,3% порівняно з 2010 роком), іноземців було 25,2%. Густота населення становила 210 осіб/км².
За віковим діапазоном населення розподілялося таким чином: 24,2% — особи молодші 20 років, 61,1% — особи у віці 20—64 років, 14,7% — особи у віці 65 років та старші. Було 489 помешкань (у середньому 2,5 особи в помешканні).
Із загальної кількості 1525 працюючих 38 було зайнятих в первинному секторі, 848 — в обробній промисловості, 639 — в галузі послуг.